# Wielki Bazar w Stambule

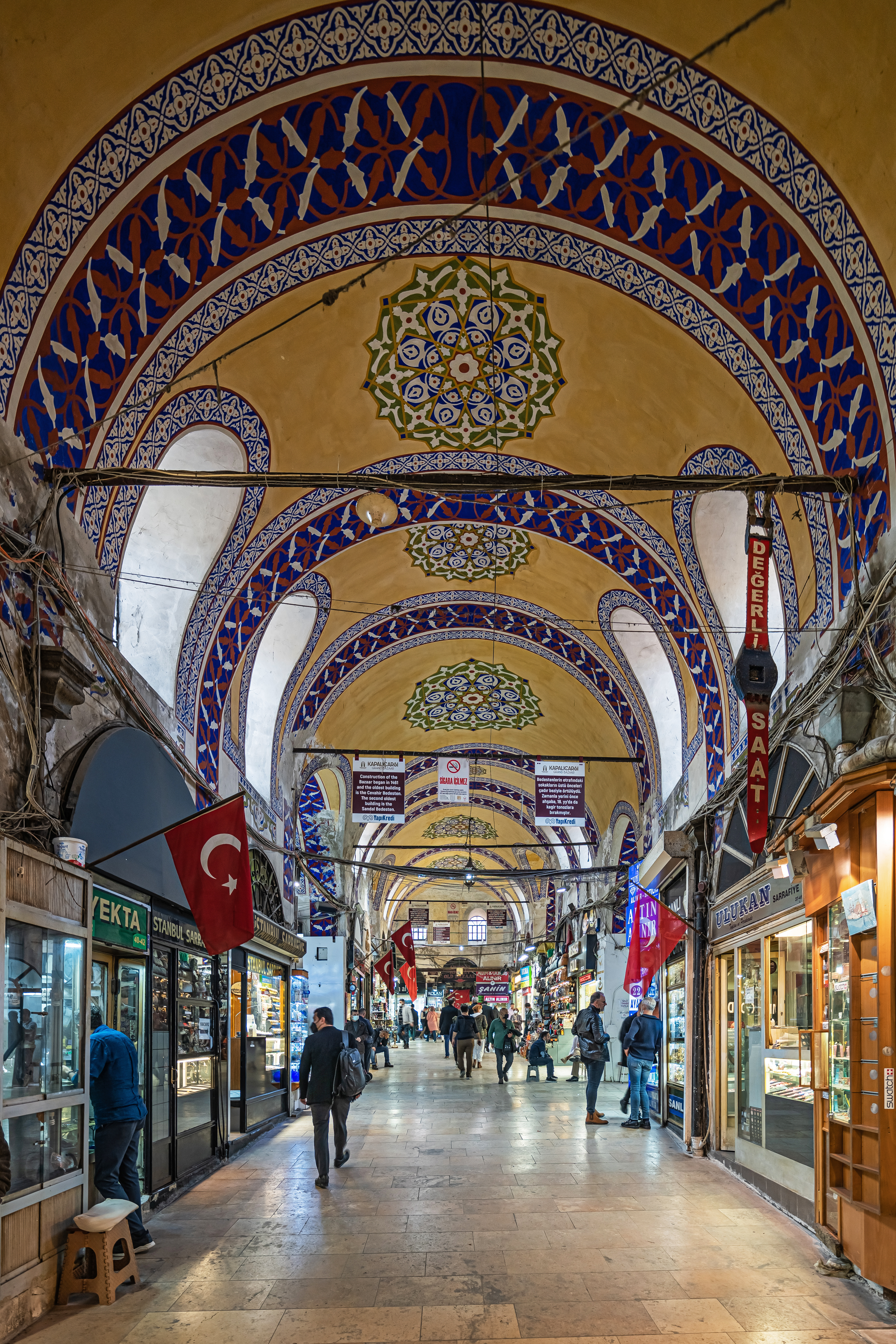
Kryty Bazar

Wielki Bazar albo Kryty Bazar (tr. Kapalı Çarşı) – miejsce handlu w Stambule w Turcji. Jest jednym z największych obiektów tego typu w Turcji. Bazar zajmuje powierzchnię 30 hektarów, ma 61 ulic z około 3500 sklepikami, 22 bramy, restauracje i kawiarnie, dwa meczety i cztery fontanny. Sprzedaje się tu między innymi przyprawy, biżuterię, wyroby garncarskie oraz dywany.
W epoce Bizancjum znajdował się tutaj plac, na którym kupcy sprzedawali swoje towary. Po zdobyciu miasta przez Turków, na rozkaz sułtana Mehmeda Zdobywcy zbudowano w 1464 dwie hale dla jubilerów i antykwariuszy. Dookoła nich stopniowo zaczęły powstawać kolejne sklepiki. Po każdym zniszczeniu przez pożar czy trzęsienie ziemi bazar odnawiano i powiększano. Obecny kształt pochodzi z XIX w.
Kryty Bazar był w przeszłości również miejscem, gdzie zawierano transakcje bankowe i giełdowe. Do XIX w. odbywał się tutaj również handel niewolnikami. Wraz z rozwojem turystyki tradycyjne wyroby zostały zastąpione pamiątkami dla turystów.